# 実況パワフルプロ野球3
『実況パワフルプロ野球3』（じっきょうパワフルプロやきゅうスリー）は1996年2月29日にコナミから発売されたスーパーファミコン用野球ゲームソフトである。派生作品として選手データが更新された『実況パワフルプロ野球'96開幕版』（1996年7月19日発売）と『実況パワフルプロ野球3'97春』（1997年3月20日発売）、サクセスモードが削除された『実況パワフルプロ野球ベーシック版'98』（1998年3月19日発売）がある。

## 概要
後のパワプロシリーズの名物モードとなるサクセスモードが初登場した。また、アレンジチーム枠が14と大幅に増加したため、6チームすべてを入れ替えてペナントモードやリーグモードをプレイすることが可能となった。
前作では実況は太田元治だったが、今作から安部憲幸が再び担当した。安部はその後携帯機向けの作品を除いて2002年発売の『実況パワフルプロ野球2002春』まで実況を務めることになる。また、『ベーシック版'98』ではプロ野球脱税事件に関与した選手が登録されず、サクセスモードも搭載されていない（パスワードによって前作で作成した選手を登録することは可能）
。

## ゲーム内容
- 対戦モード
- キャンプモード
- サクセスモード
- 新人モード
- サウンドモード
- ペナントモード
- リーグモード
- シナリオモード
- アレンジモード

## サクセスモード
プレイヤーは新人プロ野球選手として入団。二軍で練習を重ね、能力を成長させて一軍を目指す。一軍に昇格した時点でゲームクリア。今作では野手のみ育成可能で、投手は育成できない。
ゲーム開始は2月のキャンプイン前からで、いきなり彼女がいる場合もある（この時点で特殊能力「サヨナラ男」と引き換えに別れることも可能）。3年目の契約更改時に一軍に昇格できなければ解雇されてゲームオーバー（途中で解雇される場合もある）となり、データが削除される。
ドラフト上位で入団し、オープン戦で好成績を収めるとそのまま一軍昇格でクリアとなる場合もあるが、その場合は能力があまり成長しない。そのため、能力の高い選手を作るためには育成期間をいかに伸ばしてプレイするかが重要になる。また、後のシリーズでは表示されているスケジュール管理に必要なタフ度、故障率などが表示されず、体調も5段階の調子アイコンでしか表示されないため、練習計画が練りづらい。
作成された選手はアレンジモードで使用できる。ただし、登録人数の限界である8人を超えた場合は選手を削除しないと登録できない（パスワードを使えば、削除後に再登録することは可能）。選手を削除する場合はアレンジモードで作成したチームに所属していない状態でないと削除できないため、アレンジチームの野手すべてをサクセスモードで作成した選手で構成することはできない。
この作品で作成した選手のパスワードは『実況パワフルプロ野球'97開幕版』や『実況パワフルプロ野球S』と互換性があり、両作品で使用できる。
登場人物については'97開幕版の記事を参照。ただし麻生と菅野は登場しない。

## 使用できる球場
球場名は当時のもの
- グリーンスタジアム神戸
- 千葉マリンスタジアム
- 西武ライオンズ球場
- 福岡ドーム
- 藤井寺球場（3および96開幕版）
- 明治神宮野球場
- 広島市民球場
- 東京ドーム
- 横浜スタジアム
- ナゴヤ球場（3および96開幕版）
- 阪神甲子園球場
- 大阪ドーム（97春以降）
- ナゴヤドーム（97春以降）

## 開発

### サクセスモードの導入
『実況パワフルプロ野球2』で、野球ゲームとしての一応の完成に至ったため、何か新しい遊びを入れようという話になった。当初は『マイライフ マイラブ ぼくの夢わたしの願い』（1991年、バンプレスト）のように選手の一生を題材とすることも考えたが、当時別のチームが作っていた『実況ワールドサッカー』の手伝いに谷渕弘ら開発スタッフが駆り出されてしまったため、一軍に上がったところでゲームを終了しようということになった。その矢先、とある書籍に『広島カープでは、二軍に3年いたらクビになる』と記されていた。さらに、コナミでは3年間の高校生活を描いた『ときめきメモリアル』（以下：『ときメモ』）がヒットしており、この2つがサクセスモードのヒントとなった。
このモードのシステム面においては、当時開発チームが好きだった『トルネコの大冒険 不思議のダンジョン』も意識していたと豊原浩司は2017年のインタビューの中で話している。